# Ruta europea E13
La ruta europea E13 es parte de la red de carreteras europeas. Discurre en su mayor parte por la autopista M1 en el Reino Unido, desde el Sur de Yorkshire a Londres. La E13 sigue la ruta de Doncaster – Sheffield - Nottingham – Leicester – Northampton – Luton – Londres, y tiene una extensión de 277 km de largo.
Aunque el gobierno del Reino Unido ha participado hasta 2019 en el programa europeo de rutas, no está señalizada en el Reino Unido.